# Schwenckfeldina
Schwenckfeldina is een muggengeslacht uit de familie van de rouwmuggen (Sciaridae).

## Soorten
- S. dux (Johannsen, 1912)
- S. imitans (Johannsen, 1912)
- S. carbonaria (Meigen, 1830)
- S. pectinea Menzel & Mohrig, 1991
- S. tridentata (Rübsaamen, 1898)